# Emílson Cribari
Emílson Sánchez Cribari est un footballeur brésilien né le 6 mars 1980 à Cambará (Paraná) évoluant au poste de défenseur.

## Carrière
- 1998-2004 : Empoli FC
- 2004-2005 : Udinese Calcio
- 2005-2010 : Lazio Rome
  - Jan.2010-2010 : Prêt AC Sienne
- 2010-2011 : SSC Napoli
- 2011-2012 : Cruzeiro EC
- 2012-2014 : Glasgow Rangers

## Palmarès
Rangers FC
- Championnat d'Écosse de football D3 / SFL D2
  - Vainqueur (1): 2014